# Устав Летоније
Устав Летоније (лет. Satversme) је основни закон Републике Летоније. Сатверсме је најстарији источни или средњоевропски устав који је још увек на снази и шести најстарији републички основни закон који још увек функционише на свету. Усвојили су га, како се у тексту наводи, становници Летоније у својој слободно изабраној уставној скупштини Летоније 15. фебруара 1922. године, а ступио је на снагу 7. новембра 1922. године. На њега су снажно утицали немачки Вајмарски устав и устав Швајцарске. Устав успоставља главне органе власти: Саима (парламент), председник државе, кабинет министара, судови, државни ревизор; састоји се од 115 чланова распоређених у осам поглавља.
Иако се почетни текст састојао из два дела, други део - који је регулисао права, слободе и обавезе грађана - није успео да прође за само неколико гласова; поглавље о основним људским правима додато је тек уставним амандманом 1998.
Након летонског државног удара премијера Летоније Карлиса Улманиса 1934. године, Сатверсме је суспендован и влада је преузела функције Саиме да усваја законе. Ова ситуација се наставила до 17. јуна 1940, када је Совјетски Савез окупирао Летонију, уништио постојећи режим и 5. августа укључио Летонску ССР у СССР. Тада је уведен нови устав совјетског стила.
Врховно веће ЛССР је 4. маја 1990. донео декларацију о обнављању независности Републике Летоније, проглашавајући 1940. године совјетску анексију Летоније незаконитом (као што је то учињено игнорисањем Сатверсме), и стога су и Сатверсме и Република Летонија обновљени дејуре. Тада су декларацијом поново уведени само чланови 1, 2, 3 и 6 Сатверсме, а устав је у потпуности уведен тек првом скупштином 5. Саиме 1993. године.

## Етимологија
На летонском се сатверсме званично користи уместо „устав“, док се у свакодневним разговорима често користи „конституција“. Реч је створио Атис Кронвалдс, један од вођа Првог летонског националног устанка у 19. веку. Покрет је покушавао да промовише летонску културу после векова балтичког немачког утицаја и подстакне употребу летонског језика. Кронвалдс и истомишљеници створили су и увели много нових речи и израза намењених коришћењу уместо германских позајмљеница, за модернизацију летонског језика. Извод „сатверсме“ извео је из корена "-тверт-" („захватити“), комбинујући га са префиксом „са-“, што даје реч сатверт (ухватити), додајући суфикс "-см-" и женски крај „-е“, стварајући реч која је по свом значењу слична „носиоцу“, да би илустровала како устав садржи све остале законе. 

## Историја
Устав је израдила Уставна скупштина Летоније (Satversmes sapulce), која се састојала од 150 чланова (касније 152) изабраних у априлу 1920. на општим изборима. Почетни текст разрадио је уставни одбор (Сатверсмес комисија) и састојао се из два дела. На то су утицале идеје вајмарског устава и швајцарског савезног устава. Први је регулисао државне институције; а други, права и обавезе грађана. Одбор је представио свој рад 20. септембра 1921. Први део закона усвојен је 15. фебруара 1922, док је други део 5. априла 1922. добио 62 гласа „за“, 6 гласова „не“ и 62 суздржана, што се рачунало као „не“, па због тога није усвојен, највише због тога што су латгалске странке биле против тога. 20. јуна 1922. године усвојен је закон којим је нови устав ступио на снагу 7. новембра 1922. године у 12 сати. 
Дана 15. маја 1934. године догодио се летонски државни удар који је водио Карлис Улманис; каснији кабинет Улманиса донео је декларацију којом је Кабинету министара доделио функције парламента све док се не изради нови устав, што се никада није догодило. 1940. Летонска ССР је основана окупацијским снагама Совјетског Савеза и изабран је парламент назван „Народна Саима Летоније“. Законитост овог парламента и његових одлука се доводи у питање − Совјети су сматрали да је устав поништен Улманисовим државним ударом, па га народна Саима никада није формално поништила. Међутим, летонски правници и историчари примећују да је устав и даље био на снази, јер је Улманисова декларација само додељивала функције Саиме влади и није поништавала ниједан део устава, те да је Народна Саима изабрана у складу са уставом Руске СФСР, који није у складу са летонским, и самим тим није имала законска права да доноси законе, и прогласи приступање Совјетском Савезу; прекршен је први члан Сатверсме.
Након проглашења приступања СССР-у, народна Саима је израдила Устав ЛССР на основу совјетског устава 1936. године. Усвојен је месец дана касније, 25. августа 1940. Влада ЛССР је 18. априла 1978. усвојила нови устав по узору на совјетски устав из 1977.
Врховни савет ЛССР је 4. маја 1990. прогласио обнову независности Летоније и усвојио чланове 1, 2, 3 и 6 устава из 1922. године. Остатак устава је остао у мировању све док није преиспитан како би одговарао савременој ситуацији, тако да је устав у потпуности ојачан 5. Саимом 6. јула 1993. у складу са 14. чланом закона "О организацији посла Врховног савета Републике Летоније“  1992. године суседна Естонија гласала је о новом Уставу Естоније, као и Литванија са Уставом Литваније, јер су њихови предратни устави написани и измењени током њихових ауторитарних режима, док Улманисов режим није ништа променио у демократском Сатверсмеу 1922.

## Порекло
Летонија је била једна од земаља после Првог светског рата која је усвојила неке идеје из Вајмарског устава 1919. Либералнм адвокату Хугу Прајсу често се приписује ауторство нацрта верзије устава који је усвојила Вајмарска национална скупштина, што историчар Вилијам Л. Ширер у књизи Успон и пад Трећег рајха сматра као „најлибералнији и најдемократскији документ те врсте који је двадесети век икада видео ... пун генијалних и дивљења вредних алатки које као да су гарантовале рад готово беспрекорне демократије“.. У Летонији се неки стручњаци за рано право, попут Карлиса Дишлерса, Феликса Циеленса и савремених правника слажу да је Вајмарски устав био основа формулације Летонског устава (Сатверсме) и на неки начин је синтеза између Вајмарског устава и Вестминстерског система који се користи у Уједињеном Краљевству. 
Неке сличности између вајмарског устава и летонског су:
- Оснивање државних институција Вајмарске Републике и Републике Летоније, које је започело успостављањем предпарламента, који је у Немачкој био Веће народних посланика, у Летонији - Народно веће Летоније.
- Усвајање изборног закона у Немачкој - Закон Савета народних посланика од 29. новембра 1918. о изборима за Народну скупштину, у Летонији - Закон Народног већа од 19. августа 1919. о изборима за Уставну скупштину.
- Стварање владине институције чије чланове бирају људи чији је циљ израда устава. У Немачкој је то било - Вајмарска национална скупштина сазвана је 6. фебруара 1919. У Летонији - Уставна скупштина, сазвана 1. маја 1920.
- Летонија је, слично као и Вајмарска Република, усвојила привремене уставне законе, у Закону о привременој државној власти (Gesetz über die vorläufige Reichsgewalt), у Летонији, Декларацију о држави Летонији и одредбе Летонске државе, ради регулисања односа у држави пре устава.
- У оквиру процеса израде устава основана је посебна комисија, у Немачкој - „Уставна комисија Народне скупштине“ (Verfassungskommission), у Летонији - „Уставна комисија Уставне скупштине“.
- Социјалдемократе су биле широко заступљене и у националној скупштини у Вајмару и у уставној скупштини у Летонији. Летонски социјалдемократи имали су блиске везе са Немачком, што је олакшало приступ и размену информација о идејама са новом Вајмарском републиком. О томе понекад сведоче врло слични аргументи социјалдемократа у процесу израде устава: Независна социјалдемократска партија Немачке (УСПД) упозорила је да председнику не треба давати неограничена овлашћења, јер је председник доживљаван као нека врста „замена кајзера.“ Летонски социјалдемократи су бранили принцип да је председник идеолошки наследник монарха.

Током израде нацрта Сатверсме, Вајмарски устав је у то време био најмодернији и најнапреднији систем уставне контроле. Немачки републички систем изабран за вајмарски устав одговарао је идејама о националним и државним идејама и Летоније. Историјски утицај Немачке, укључујући и правни, на летонској територији, са својим значајним утицајем на правну свест летонског народа, дозволио је да се преузму норме вајмарског устава не само формално, већ и да предвиди његово уграђивање у становништво уопште, и у друштво. Немачки језик, као један од радних језика у уставној скупштини Летоније и као широко познат језик у то време и време, допринео је избору вајмарског устава као система за Сатверсме.
Према транскриптима са састанака Уставне скупштине, посланици Уставне скупштине понекад су говорили о Сатверсмеу као о деривату Вајмарског устава, посебно о нацрту 2. дела Сатверсмеа. Упоређујући вајмарски устав и летонски устав усвојен 1922, може се приметити да устав не садржи основна људска права. Истовремено, неприхватање Дела 2. Сатверсме није намерно напуштање модела Вајмарског устава, већ је разлог његовог неприхватања политички спор око садржаја појединачних права.

## Преглед
Устав Летоније је кодификовани устав и тренутно се састоји од 116 чланова распоређених у осам поглавља: 
- Поглавље 1: Опште одредбе (чланови 1-4)
- Поглавље 2: Саима (чланови 5-34)
- Поглавље 3: Председник (чланови 35-54)
- Поглавље 4: Кабинет (чланови 55-63)
- Поглавље 5: Законодавство (чланови 64-81)
- Поглавље 6: Судови (чланови 82-86)
- Поглавље 7: Државна ревизија (чланови 87-88)
- Поглавље 8: Основна људска права (чланови 89-116)

Тако устав успоставља пет владиних тела - Саиму, председника, кабинет, судове и државну ревизију.

### Кључни принципи
Чланови 1, 2, 3 и 6, који успостављају правну основу политичког система државе, први су усвојени након обнављања независности. Ови чланови, заједно са члановима 4 и 77, могу се изменити и допунити само ако су изнесени на национални референдум.

### Саима
Саима, парламент Летоније, састоји се од 100 чланова, који су уставом одређени као представници народа. Бирају се на општим, једнаким и непосредним изборима на период од четири године, тајним гласањем на основу пропорционалне заступљености бирача у сваком изборном округу. Устав генерално описује како Саима треба да ради, напомињући да Саима такође треба да успостави правила реда која ће регулисати своје унутрашње пословање и поредак.

### Извршна власт
Извршна власт припада председнику и кабинету министара. Председник, међутим, није политички одговоран за извршавање својих дужности и све његове наредбе мора потписати премијер или одговарајући министар који тиме постаје одговоран за ову наредбу. Постоје два изузетка од овог правила - председник може сам одлучити да распусти Саиму и када се формира нова влада, на њему је да изабере новог премијера. Кабинет формира премијер.

### Судови
Уставом се успостављају окружни (градски) судови, регионални судови, Врховни суд и Уставни суд и прописује да се у случају рата или ванредног стања могу успоставити и војни судови. Судије треба да именује Саима и ова одлука је неповратна, Саима може присилно уклонити судију са функције само на основу одлуке Судског дисциплинског одбора или пресуде Суда у кривичном случају.

### Законодавство
Према уставу, Саима је добила право доношења закона. Нацрте закона Саими може поднети председник, кабинет или одбори Саиме, више од пет посланика или једна десетина бирачког тела ако су испуњене одредбе о томе утврђене Уставом. Законе треба донети Саима, а прогласити председник.

### Државна ревизија
Државна служба за ревизију Републике Летоније је независна врховна колегијска институција за ревизију, кључни елемент у државном систему финансијске контроле који служи јавном интересу пружајући независно уверење о ефикасном и корисном коришћењу ресурса централне и локалне владе.
Устав успоставља Државну ревизију Републике Летоније као независну колегијалну институцију и описује поступак именовања генералних ревизора - поступак је у основи исти као и приликом именовања судија, с тим што генерални ревизор има фиксни мандат. Државна ревизија контролише како се користе државни финансијски ресурси.

### Основна људска права
Иако је уставни закон садржао поглавље које треба да регулише права и обавезе грађана, он првобитно није усвојен. Поглавље о људским правима додато је као део уставних амандмана 1998.

## Амандмани
Одредбе за амандмане дате су у члановима 76-79 устава. Саима може изменити већину члаова. Чланови 1, 2, 3, 4, 6, 77 су изузеци, јер члан 77 захтева референдум за допуну ових чланова. Током међуратног периода амандмани су били ретки − направљен је само један амандман и скоро је усвојен један већи амандман, али никада није усвојен због пуча. Од обнове независности, међутим, направљено је осам амандмана.
Године 1994. старосна граница за гласање смањена је са 21 на 18 година. 1996. године основан је Уставни суд. 1997. године извршене су велике промене у члановима који регулишу изборни процес и функције Саиме, председника (укључујући продужење мандата са 3 на 4 године) и кабинета. 1998. године, осим додавања осмог поглавља (основна људска права) у устав, летонском језику је обезбеђен званични статус, постављен је захтев за референдум за промену члана 4 и 77, а члан 82 је у потпуности промењен; сада дефинише врсте судова у Летонији. 2002. године додат је захтев да чланови Саиме дају свечано обећање да ће стећи свој мандат. Званични статус летонског језика је даље обезбеђен тако што је постао радни језик државних и општинских структура. 2003. године направљено је неколико амандмана како би се Летонија придружила Европској унији. 2004. године извршене су измене и допуне одређених права председника и грађана. 2006. године додат је амандман који је брак дефинисао као заједницу једног мушкарца и једне жене. 2007. члан 40 је измењен и члан 81 је укинут. 2009. године уведена је могућност да бирачко тело распусти парламент.

## Преамбула
Саима је 19. јуна 2014. усвојила Преамбулу Устава Летоније. Текст у преамбули који је првобитно представио судија Европског суда Егилс Левитс 2013. године описао је све основне вредности Републике Летоније и Летонаца.

### Контроверза преамбуле
У Летонији се водила знатна расправа о иницијативи за преамбулу и њеном садржају. На пример, неке организације су изјавиле да текст има за циљ да у државном уставу усмери „етничку летонску нацију“ као примарни принцип суверенитета, за разлику од садашње мултиетничке земље коју чине „народи Летоније“. Други су се успротивили помињању „хришћанских вредности“ и „летонске мудрости живота“ као застарелих и непримерених за 21. век. Правна стручњакиња Кристине Јариновска наводи да је идеја коју је Левитс предложио је да опише све основне вредности Републике Летоније како би се зауставила злоупотреба народне воље. Референдум за одобравање или неодобравање иницијативе за додавање неприкосновене преамбуле у Устав Републике Летоније није потребан, изјавио је министар правде Летоније Јанис Борданс.